# كمل نومك
كمل نومك قرية تقع شمال مدينة المناقل، إحدى مدن ولاية الجزيرة في السودان. تتبع لي محليه المناقل وحده الكريمت وهي أكبر قرية في المدينة من حيث عدد السكان. ويعتمد أغلب سكانها على التجارة والزراعة .

## الاسم
تداول عدد من نشطاء صفحات فيس بوك، منذ يوم الجمعة 19-09-2014، تسجيل فيديو لزائر سعودي استوقفه اسم القرية الغريب، قبل أن ينتشر اسمها بشكل ميمات الإنترنت.

## أصل التسمية
يقال إن التسمية تعود إلى زمن جدّ القرية ومؤسسها، قبل قرون. هو كان فارساً ويملك أكثر أراضيها، وقد اتسمت هذه القرية في عهده بالأمان، في حين كانت القرى المجاورة تعاني من عمليات نهب وخطف. ووسط تلك الظروف، راح يستضيف فيها الفارين من تلك الحوادث.

## الزراعة
في القرية نحو 500 مزارع، إذ تُزرع فيها المحاصيل الاستهلاكية، من قبيل القمح والفول. كذلك، هي تمثّل نسيجاً اجتماعياً مترابطاً، على الرغم من تعدّد القبائل.
على الرغم من أشعة الشمس الحارقة، إلا أن الحركة في القرية تكاد تكون لافتة لزائرها منذ الوهلة الأولى. هنا، تجد نساءً يحملن على رؤوسهن أعواد الخشب، ورجالاً يحرثون الحقول وينقبونها بالمعاول التقليدية قبل أن ينشروا البذور فيها. أما الأطفال، فيلهون في الشوارع غير آبهين بلسعات الشمس